# (29456) Evakrchová
(29456) Evakrchová – planetoida z pasa głównego asteroid okrążająca Słońce w ciągu 3 lat i 252 dni w średniej odległości 3,12 j.a. Została odkryta 24 września 1997 roku w Obserwatorium w Ondřejovie przez Lenkę Šarounovą. Nazwa planetoidy pochodzi od Evy Krchovej (ur. 1953), słowackiej astronom amator. Nazwa została zaproponowana przez J. Grygar. Przed jej nadaniem planetoida nosiła oznaczenie tymczasowe (29456) 1997 SN2.